# Coleção Leveriana
A coleção Leveriana era uma coleção etnográfica e de história natural montada por Ashton Lever, constituída principalmente por materiais que adquiriu a partir das viagens do capitão James Cook. Por três décadas foi exibida em Londres, sendo dividida num leilão em 1806.
O primeiro local público da coleção foi a Holophusikon, também conhecido como o Museu Leveriano, na Leicester Square, em Londres, a partir de 1775 até 1786.

## Em Alkrington
Lever coletou fósseis, conchas, e animais (pássaros, insetos, répteis, peixes, macacos) por muitos anos, acumulando uma grande coleção em sua casa em Alkrington, perto de Manchester. Ele recebeu uma imensa quantidade de visitantes, a quem ele permitiu que vissem sua coleção de graça, tanto que ele precisava insistir que os visitantes que chegassem a pé não seriam admitidos. Ele decidiu expor a coleção em Londres como uma empreitada comercial, cobrando uma taxa de entrada.